# Armando Cabada Alvídrez
Héctor Armando Cabada Alvídrez (Ciudad Juárez, Chihuahua; 23 de septiembre de 1967) es un político independiente y periodista mexicano. Fue Presidente Municipal de Ciudad Juárez, Chihuahua en dos ocasiones de 2016 a 2018 y de 2018 a 2021.
exdiputado federal en la LXV Legislatura, del periodo 2021-2024, llegando a este escaño por la vía plurinominal. Actualmente es Diputado Federal Reelecto la LXVI Legislatura 2024-2027.[cita requerida]

## Biografía
Armando Cabada nació en 1967, es hijo de Arnoldo Cabada de la O, el fundador de XHIJ Canal 44 Fue uno de los cinco hijos que Cabada de la O procreó con su esposa Martha Alvídrez de Cabada. Cabada de la O abrió XHIJ Canal 44 en 1980, y en 1988, Armando inició su carrera en el canal, más tarde pasó a ser director de noticias.

### Candidato Independiente a la alcaldía de Juárez

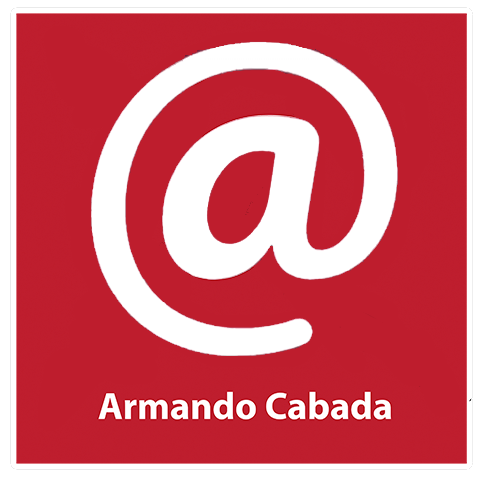
Logotipo de campaña de Armando Cabada en 2016.

El 27 de enero de 2016, anunció en su noticiero que dejaría Canal 44 tras 28 años de carrera en la cadena  y que lanzaría su aspiración a candidato independiente.
El día de la elección, Cabada ganó por más de 48 por ciento del voto, siendo el candidato más cercano Héctor Agustín Murguía Lardizábal del PRI que obtuvo 23 puntos de porcentaje, estableciendo una cifra récord como el candidato más votado de la historía de Ciudad Juárez. Murguía Buscaba ser presidente municipal por tercera ocasión después de ser alcalde para los periodos 2004-2007 y 2010-2013. La participación en las elecciones municipales pasó de menos del 30 por ciento en 2013 al 41,5 por ciento en 2016, según el Instituto Estatal Electoral de Chihuahua. Cabada ha sido uno de los pocos alcaldes que ha tenido la ciudad que no cuentan con carrera profesional, aunque ejerció de periodista, no contaba con las credenciales ideales como administración de proyectos, finanzas, economía, gestión pública o alguna otra afín necesaria, sin embargo, se le otorgó durante su mandato por un cuestión de apertura ciudadana y política pública un doctorado honoris causa por la fundación Honoris Causa AC, dicha cuestión de apertura ciudadana fue una iniciativa de la administración anterior, pero que tuvo seguimiento durante su gestión como alcalde de Ciudad Juárez.
Sin embargo, Cabada solo será alcalde por un periodo de dos años, según lo estipulado por la reforma electoral de estado de Chihuahua realizada en 2015. El 11 de octubre de 2016, tomó protesta como alcalde de Ciudad Juárez. El 12 de enero de 2018, Cabada solicitó licencia como Presidente Municipal para buscar ser candidato independiente a la alcaldía en aras de reelegirse en el cargo.
Cabada fue reelecto para un segundo término inmediato por el plazo de tres años que terminara en 2021.
En 2020 un grupo de más de 80 mil personas ha simpatizado a través de las redes sociales para someterlo a una histórica revocación de mandato, esto es debido a grandes controversias de su efectividad en la gestión de recursos del municipio de Ciudad Juárez, siendo el 15 de agosto de 2020, la fecha estipulada por el Instituto Estatal Electoral como el inicio de la colección de 54 mil 895 firmas para poder realizar el procedimiento.